# Río Cuarto (departement)
Río Cuarto is een departement in de Argentijnse provincie Córdoba. Het departement (Spaans: departamento) heeft een oppervlakte van 18.394 km² en telt 229.728 inwoners.

## Plaatsen in departement Río Cuarto
- Achiras
- Adelia María
- Alcira Gigena
- Alpa Corral
- Berrotarán
- Bulnes
- Chaján
- Chucul
- Coronel Baigorria
- Coronel Moldes
- Elena
- La Carolina
- La Cautiva
- Las Acequias
- Las Albahacas
- Las Higueras
- Las Peñas Sud
- Las Vertientes
- Malena
- Monte de Los Gauchos
- Río Cuarto
- Sampacho
- San Basilio
- Santa Catalina
- Suco
- Tosquita
- Vicuña Mackenna
- Villa El Chacay
- Washington